# Női 4 × 100 méteres vegyesúszás a 2015. évi nyári európai ifjúsági olimpiai fesztiválon
A 2015. évi nyári európai ifjúsági olimpiai fesztiválon az úszás női 4×100 méteres vegyesúszás versenyeit július 31-én rendezték, Tbilisziben.

## Rekordok
A versenyt megelőzően a következő rekordok voltak érvényben:
| EYOF rekord | Oroszország | 4:12,53 | Utrecht, Hollandia | 2013 |

## Előfutamok
Az összesített eredmények alapján a legjobb időeredménnyel rendelkező 8 csapat jutott a döntőbe.
| H  | Nemzet             | Versenyzők                                                                                     | E       | Mj |
| -- | ------------------ | ---------------------------------------------------------------------------------------------- | ------- | -- |
| 1  | Egyesült Királyság | Ellinor Rose Southward Katie Ann Robertson Caitlin Elizabeth Hubbard Rebecca Mia Sutton        | 4:18.91 | Q  |
| 2  | Szlovénia          | Janja Jamsek Tina Celik Pika Perenic Janja Segel                                               | 4:19.32 | Q  |
| 3  | Oroszország        | Valeriya Egorova Ekaterina Mikhaylova Aleksandra Denisenko Katarina Milutinovich               | 4:20.49 | Q  |
| 4  | Németország        | Lucie Kuehn Emily Charlotte Feldvoss Jade Ashleigh Foelske Yara Sophie Hierath                 | 4:22.31 | Q  |
| 5  | Hollandia          | Indy Jongman Rosey-Aenne Metz Chefanja Nunes Claire Verkijk                                    | 4:23.24 | Q  |
| 6  | Belgium            | Jade Anneke Smits Fleur Vermeiren Charissa Jochems Camille Amber Bouden                        | 4:23.49 | Q  |
| 7  | Spanyolország      | Alexia Arredondo Urruchi Marta Borrella Garcia Laura Munoz Perera Andrea Feng Prades Rodriguez | 4:24.69 | Q  |
| 8  | Olaszország        | Aurora Birro Vanessa Cavagnoli Sara Gusperti Giulia Borra                                      | 4:25.10 | Q  |
| 9  | Írország           | Rebecca Reid Niamh Coyne Ellen Walshe Antoinette Neamt                                         | 4:25.74 |    |
| 10 | Törökország        | Keser Zeliha Buse Alemdar Zehra-Duru Bilgin Gizem Guvenc                                       | 4:27.15 |    |
| 11 | Finnország         | Paula Peltola Emilia Flyckt Vilma Oura Sini Silvennoinen                                       | 4:28.10 |    |
| 12 | Svájc              | Meret Anna Walt Elena Onieva Henrich Sharon Laura Marcoli Marcoli Adriana Bassi                | 4:28.93 |    |
| 13 | Lengyelország      | Oliwia Ewa Wisniewska Agnieszka Rutkowska Barbara Mazurkiewicz Zofia Katarzyna Wozniak         | 4:29.05 |    |
| 14 | Románia            | Cristina Lucia Giurca Maria Claudia Gadea Jasminne Anne Marie Ivan Ana Iulia Dascal            | 4:29.84 |    |
| 15 | Svédország         | Victoria Ylva Aberg Hannah Brunzell Kamelia Gradinarska Tova Marta Olsson                      | 4:29.94 |    |
| 16 | Fehéroroszország   | Iryna Tsesiul Anastasiya Vaskevich Darya Belmach Alena Halubkina                               | 4:30.09 |    |
| 17 | Ukrajna            | Yevgenyya Grygorenko Anastasiia Krasina Elina Miasoiedova Valeriia Hunchenko                   | 4:32.60 |    |
| 18 | Görögország        | Efthymi Andrikopoulou Gkila Nikoletta Pavlopoulou Georgia Chrysanthakopoulou Foteini Metsiou   | 4:33.54 |    |
| 19 | Litvánia           | Gabija Mankauskaite Kotryna Teterevkova Ieva Jaceviciute Gabija Zavackyte                      | 4:34.43 |    |
| 20 | Ausztria           | Marlene Kahler Victoria Ziebart Franziska Ruttenstock Mila Dragovic                            | 4:35.71 |    |
| 21 | Csehország         | Katerina Matoskova Michaela Gogelova Tereza Polcarova Marika Hudcova                           | 4:38.76 |    |
| 22 | Szlovákia          | Robin Reindl Miroslava Zaborska Barbora Tomanova Tatiana Potocka                               | 4:43.58 |    |

## Döntő
| H     | Név                | Nemzet                                                                                            | E       | Mj |
| ----- | ------------------ | ------------------------------------------------------------------------------------------------- | ------- | -- |
| Arany | Szlovénia          | Janja Jamsek Tina Celik Pika Perenic Janja Segel                                                  | 4:15.53 |    |
| Ezüst | Egyesült Királyság | Ellinor Rose Southward Katie Ann Robertson Caitlin Elizabeth Hubbard Rebecca Mia Sutton           | 4:16.14 |    |
| Bronz | Oroszország        | Valeriya Egorova Ekaterina Mikhaylova Aleksandra Denisenko Katarina Milutinovich                  | 4:16.66 |    |
| 4     | Németország        | Lucie Kuehn Anna Fehlinger Jade Ashleigh Foelske Laura Maialen Lydia Rohrbach                     | 4:21.31 |    |
| 5     | Hollandia          | Loulou Janssen Rosey-Aenne Metz Chefanja Nunes Claire Verkijk                                     | 4:21.86 |    |
| 6     | Spanyolország      | Alexia Arredondo Urruchi Marta Borrella Garcia Julia Pujadas Rusinol Andrea Feng Prades Rodriguez | 4:22.71 |    |
| 7     | Olaszország        | Giulia Borra Vanessa Cavagnoli Sara Gusperti Annachiara Mascolo                                   | 4:23.19 |    |
| 8     | Belgium            | Jade Anneke Smits Fleur Vermeiren Charissa Jochems Camille Amber Bouden                           | 4:23.82 |    |